# ربيع كيروز
ربيع كيروز (مواليد 1973) هو مصمم أزياء لبناني. وهو مؤسس دار الأزياء ميزون ربيع كيروز (بالإنجليزية: Maison Rabih Kayrouz)‏، والتي تأسست في باريس عام 2008.

## نشأته
ولد ربيع كيروز في لبنان عام 1973، ثم هاجر كيروز إلى باريس عندما كان 16 عامًا للدراسة في شامبر سينديكال دي لا كوتور باريزيان (بالفرنسية: Chambre Syndicale de la Couture Parisienne)‏.

## حياته المهنية
في عام 1995، بعد التدريب لعدة أشهر في ورش عمل منازل تصميم ديور وشانيل عاد كيروز إلى بيروت حيث اكتسب سمعة لتصميم فساتين السهرة وفساتين الزفاف.
في عام 2008، عاد كيروز إلى باريس لافتتاح منزله ذو التصميم الخاص في 38شارع بوليفارد راسبايل، في الموقع الذي عرض فيه مسرحية في انتظار غودو لأول مرة. ومنذ عام 2009 أصبح كيروز من المصممين الضيوف في غرفة الاتحاد للأزياء الراقية مع مجموعاته الموسمية المشمولة في عروض الأزياء الراقية في باريس التي تقام كل عامين. وفي عام 2011 تم اختيار كيروز من قبل مجلة ELLE الفرنسية البارزة كواحدة من «المواهب الناشئة الجديدة». وفي عام 2012 تخلى عن «كوتور» التسمية للتركيز على الملابس الجاهزة. وفي نفس العام أنشأ مجموعة كبسولات لـ La Redoute (العلامة التجارية لأوامر البريد الفرنسية).

## البصمة التصميمية
تم وصف تصميم كيروز على أنه عملي ولكنه جريء في استخدامه لرموز نمط الأزياء الراقية، وقد تم الإشادة باستخدامه أسلوب «الدراية» في إنشاء مجموعات جاهزة للارتداء تكمل نمط الحياة الحضارية.

## مساهماته
شارك كيروز في عام 2008 بتأسيس منظمة غير ربحية تدعى «مؤسسة النشا» والتي تساعد المصممين اللبنانيين الشباب على إطلاق وتعزيز مجموعاتهم الأولى.